# Làm nóng nước bằng năng lượng Mặt Trời

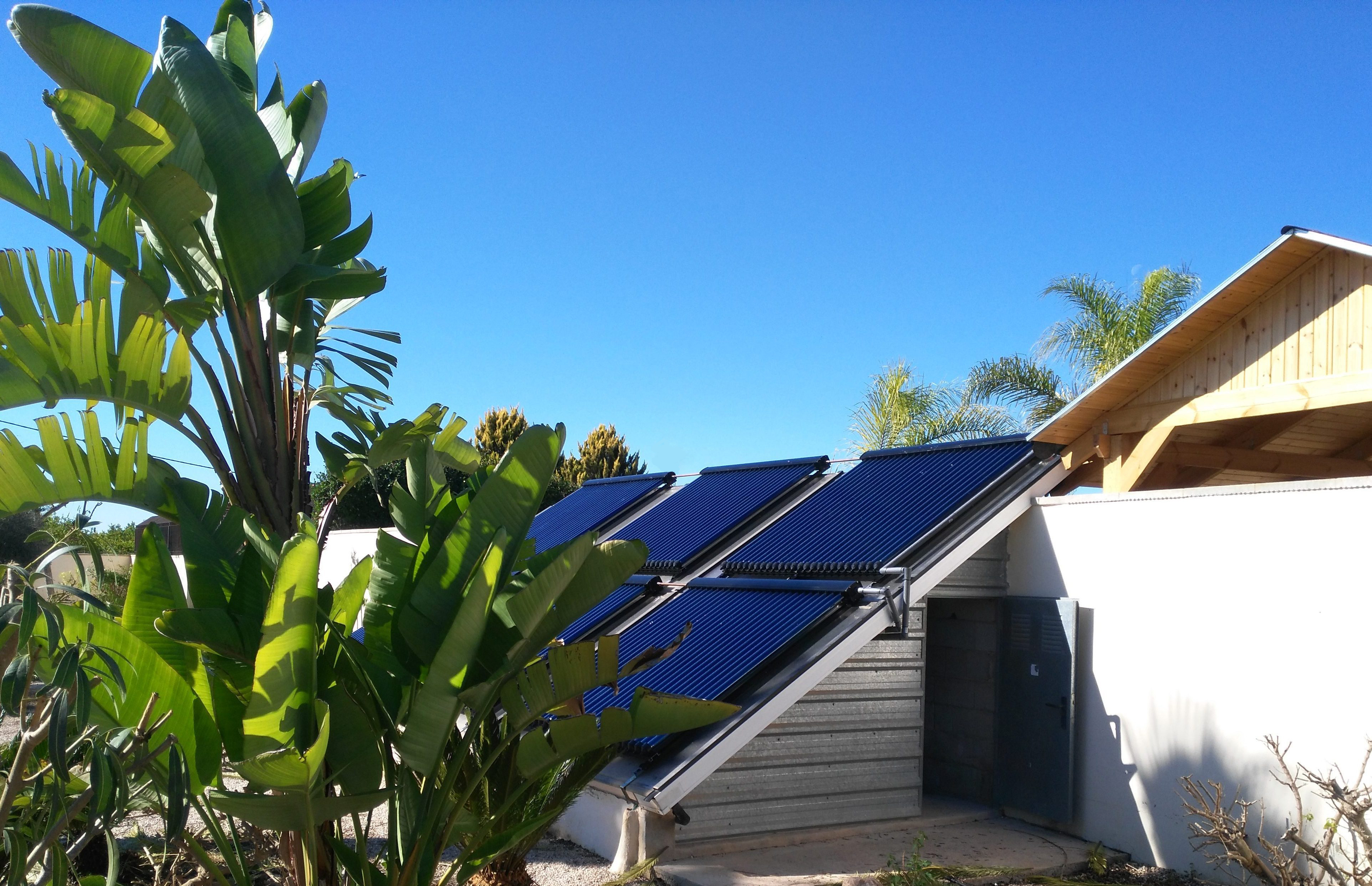
Bộ thu nước Mặt Trời (solar water collector) được lắp đặt ở Tây Ban Nha.

Làm nóng năng lượng Mặt Trời (tiếng Anh: solar water heating (SWH)) là sự chuyển đổi ánh sáng Mặt Trời thành nhiệt cho sưởi ấm nước bằng cách sử dụng bộ thu nhiệt Mặt Trời. Một loạt các cấu hình có sẵn với chi phí khác nhau để cung cấp giải pháp ở các vùng khí hậu và vĩ độ khác nhau. SWH được sử dụng rộng rãi cho dân cư và một số ứng dụng công nghiệp.
Bộ thu nhiệt hướng về phía Mặt Trời làm nóng lưu chất làm việc đi vào hệ thống lưu trữ để sử dụng sau. Bộ thu làm nóng bằng Mặt Trời hoạt động (được bơm) và thụ động (điều khiển bằng đối lưu). Chúng chỉ sử dụng nước, hoặc cả nước và lưu chất làm việc. Chúng được làm nóng trực tiếp hoặc qua gương tập trung ánh sáng. Chúng hoạt động độc lập hoặc dưới dạng lai với máy sưởi điện hoặc gas. Trong các lắp đặt quy mô lớn, gương có thể tập trung ánh sáng Mặt Trời vào một bộ thu nhỏ hơn.
Tính đến năm 2017, công suất nước nóng năng lượng Mặt Trời (solar hot water (SHW)) toàn cầu là 472 GW và thị trường bị chi phối bởi Trung Quốc, Hoa Kỳ và Thổ Nhĩ Kỳ. Barbados, Áo, Síp, Israel và Hy Lạp là những quốc gia hàng đầu theo năng lực bình quân đầu người.